# Caenolestes caniventer
Caenolestes caniventer — вид сумчастих ссавців із родини ценолестових, що мешкає в західному Еквадорі та північно-західному Перу.

## Біоморфологічна характеристика
Caenolestes — сумчасті, які дещо нагадують землерийку через довгасту мордочку. C. caniventer можна відрізнити від їхніх близьких родичів Caenolestes fuliginosus по грубій товщині коричнево-чорного хутра. Хутро відносно довге, ≈ 10 мм в довжину, зрідка кінчик білий. Підшерстя має сірувато-білий відтінок, а на грудях зазвичай є темні плями. Середня довжина тіла становить 256 мм, у тому числі довжина хвоста — 127 мм, а маса — ≈ 40 грамів

## Середовище проживання
Вид мешкає в західному Еквадорі та північно-західному Перу; висотний діапазон проживання: 1600–3100 метрів.
Цей вид відомий із субтропічних гірських лісів. Віддає перевагу прохолодним, вологим місцям, укритим густою рослинністю.

## Спосіб життя
Є мало відомостей про дієту виду в дикій природі. Представники роду Caenolestes солітарні й нічні; вони наземні, але вправні дереволази. Вдень ці тварини перебувають у тунелях під корінням дерев. Представники роду Caenolestes умовно-всеїдні, але переважно комахоїдні. Живляться жуками, цвіркунами, личинками метеликів, багатоніжками, кониками, павуками та дощовими черв'яками. Менша частка їхнього раціону складається з рослинності, плодів і дрібних хребетних, включаючи молодих мишей. Вони добувають їжу в моху і листовій підстилці. Коли знаходять їжу, то маніпулюють і споживають її передніми лапами з положення напівсидячи. Відсутня інформація щодо розмноження. Ймовірними хижаками для виду можуть бути Leopardus jacobita, Leopardus colocolo, Lycalopex culpaeus, Puma concolor.

## Загрози й охорона
Основною загрозою для цього виду є вирубка лісів. По всьому ареалу в Еквадорі велика частина землі переобладнана для сільського господарства, а в Перу ліс вилучається для продажу деревини.
Цей вид зустрічається в національному парку Кахас і сусідньому екологічному заповіднику Мазан, південно-центральний Еквадор.

## Кладограма
Внутрішньородинна кладограма за джерелом:

|  | Lestoros inca            |
|  |                          |
|  | Rhyncholestes raphanurus |
|  |                          |

|  | C. condorensis                                              |
|  |                                                             |
|  | \| \| C. caniventer \| \| \| \| \| \| C. sangay \| \| \| \| |
|  |                                                             |
|  | C. caniventer                                               |
|  |                                                             |
|  | C. sangay                                                   |
|  |                                                             |

|  | C. caniventer |
|  |               |
|  | C. sangay     |
|  |               |

|  | C. condorensis                                              |
|  |                                                             |
|  | \| \| C. caniventer \| \| \| \| \| \| C. sangay \| \| \| \| |
|  |                                                             |
|  | C. caniventer                                               |
|  |                                                             |
|  | C. sangay                                                   |
|  |                                                             |

|  | C. caniventer |
|  |               |
|  | C. sangay     |
|  |               |

|  | C. condorensis                                              |
|  |                                                             |
|  | \| \| C. caniventer \| \| \| \| \| \| C. sangay \| \| \| \| |
|  |                                                             |
|  | C. caniventer                                               |
|  |                                                             |
|  | C. sangay                                                   |
|  |                                                             |

|  | C. caniventer |
|  |               |
|  | C. sangay     |
|  |               |

|  | C. condorensis                                              |
|  |                                                             |
|  | \| \| C. caniventer \| \| \| \| \| \| C. sangay \| \| \| \| |
|  |                                                             |
|  | C. caniventer                                               |
|  |                                                             |
|  | C. sangay                                                   |
|  |                                                             |

|  | C. caniventer |
|  |               |
|  | C. sangay     |
|  |               |